# Ievgueni Zarafiants
Ievgueni Zarafiants (en russe : Евгений Зарафьянц, transcription anglaise Evgeny Zarafiants ; né le 24 juin 1959 à Novossibirsk, République socialiste fédérative soviétique de Russie) est un pianiste. 

## Biographie
Il étudie au Conservatoire Glinka de Gorki. Il enseigne ensuite en ce même conservatoire, la ville retrouvant son nom de Nijni Novgorod. Ses enregistrements incluent les préludes d'Alexandre Scriabine et les sonates pour clavier de Domenico Scarlatti. En 1993, il reçoit le deuxième prix conjoint du Concours international de piano solo Ivo Pogorelich à l'Ambassador Auditorium de Pasadena en Californie.

## Discographie
- Art & Musique: Klimt - Musique de son temps Naxos
- Scarlatti: Sonatas au clavier, vol. 6 Naxos (OCLC 811257519)
- Scriabine: Preludes, Vol 1 Naxos
- Scriabine: Preludes, Vol. 2 Naxos
- Rachmaninov Sonate pour piano n ° 1, etc. Enregistrements ALM
- Rachmaninov Sonate pour piano n ° 2 et préludes de Rachmaninov et Bach. Enregistrements ALM